# Couacs en vrac
Couacs en vrac (anglais : Quack Pack) est une série télévisée d'animation américaine en 39 épisodes de 22 minutes, produite par Walt Disney Television Animation.

## Synopsis
Les neveux de Donald Duck ont grandi. Riri, Fifi et Loulou sont devenus des adolescents branchés aux allures de skateurs. L'oncle Donald quant à lui est devenu caméraman pour un journal télévisé et travaille avec sa fiancée, la demi-tante de Zaza, Daisy Duck, reporter-journaliste toujours accompagnée de son iguane, Cracotte, qui mange tout ce qui est à portée de bouche.
Donald est toujours aussi râleur et inintelligible. Les trois ados passent la plupart de leur temps à jouer à des jeux vidéo, à regarder la télévision ou à traîner au centre commercial comme tous les garçons de leur âge.
Chaque épisode met en scène les trois frères dans des histoires riches en aventures et en rebondissements. Ils sont souvent aidés par les inventions du professeur Donald Dingue (Ludwig Von Drake en VO), dont l'une peut notamment les transformer en super-héros.

## Fiche technique
- Titre original : Quack Pack
- Titre français : Couacs en vrac
- Réalisation : Kurt Anderson, Toby Shelton
- Musique : J. Eric Schmidt
- Société de production : Walt Disney Television Animation
- Société de distribution : Buena Vista Television
- Pays :  États-Unis
- Langue : Anglais
- Nombre d'épisodes : 39 (1 saison)
- Durée : 22 minutes
- Format : Couleur - 35 mm - 1,33:1 - Son stéréo
- Dates de première diffusion :  États-Unis : 3 septembre 1996 ;  France : 13 septembre 1997

## Distribution

### Voix originales
- Tony Anselmo : Donald Duck
- Kath Soucie : Daisy Duck
- Jeannie Elias : Huey Duck (Riri Duck)
- Pamela Segall : Dewey Duck (Fifi Duck)
- Elizabeth Daily : Louie Duck (Loulou Duck) / Gwumpki / Pat Fraley
- Roger Rose : Kent Powers
- Tim Curry : Gus Goose (Gus Glouton)
- Corey Burton : Ludwig Von Drake (Donald Dingue)

### Voix françaises
- Sylvain Caruso : Donald
- Sybille Tureau : Daisy
- Alexis Tomassian : Fifi
- Charles Pestel : Riri
- Donald Reignoux : Loulou
- Colette Burin : Zaza
- Emmanuel Curtil : Petipri, voix additionnelles
- Marc Bretonnière : Léo Parleur, Voix additionnelles
- Roger Carel : Ludwig Von Drake
- Alain Dorval : Capitaine Dreadnought

 Source et légende : version française (VF) sur RS Doublage

## Production
Couacs en vrac est aussi le nom d'un faux magazine humoristique tenu par Donald et Popop, intégré dans Super Picsou géant sous le titre COUAC jusqu'au no 151 (2009).

## Diffusion
La série est à l'origine diffusée aux États-Unis du 3 septembre au 28 novembre 1996 en syndication.
Au Québec, la série est diffusée à partir du 6 septembre 1997 à la Télévision de Radio-Canada dans l'émission Bouledogue Bazar, et en France à partir du 13 septembre 1997 sur TF1 dans l'émission Disney Club et rediffusée sur M6.

## Épisodes
Les épisodes ci-dessous sont listés en fonction des premières diffusions internationales.
| N° | Titre                                                     | Réalisation | Scénario                                                    | Storyboard                                                                 | Première diffusion |
| -- | --------------------------------------------------------- | --- | ----------------------------------------------------------- | -------------------------------------------------------------------------- | ------------------ |
| 1  | La Machine à super héros The Really Mighty Ducks          | Toby Shelton; Terence Harrison, Kirk Tingblad, Carole Beers, et Bob Zamboni (animation timing)                     | John Behnke, Rob Humphrey, et Jim Peterson                  | Carin-Anne Anderson et Kuni Bowen                                          | 3 septembre 1996   |
| 2  | Retour vers la préhistoire Island of the Not So Nice      | Kurt Anderson; Carole Beers, Bob Zamboni, et Kevin Petrilak (animation timing)                                     | Dean Stefan                                                 | David Prince et Wendell Washer                                             | 4 septembre 1996   |
| 3  | Le Canard qui voulait être roi Leader of the Quack        | Kurt Anderson; Carole Beers et Bob Zamboni (animation timing)                                                      | Steve Cuden                                                 | Shawna Cha, Holly Forsyth, Jan Green, et Enrique May                       | 5 septembre 1996   |
| 4  | Un Homme à la mer All Hands on Duck!                      | Toby Shelton; Carole Beers & Bob Zamboni (animation timing)                                                        | John Behnke, Rob Humphrey, Jim Peterson, and Dean Stefan    | Kurt Anderson, Hank Tucker, et Eddy Houchins                               | 10 septembre 1996  |
| 5  | Le Vol du siècle Pride Goeth Before the Fall Guy          | Toby Shelton; John Kimball et Rick Leon (animation timing)                                                         | Richard Stanley                                             | Jill Colbert et Victor Cook                                                | 11 septembre 1996  |
| 6  | Course de vitesse à Canardville Need 4 Speed              | Toby Shelton; Mircea Mantta, Terence Harrison, Marsh Lamore, et Bob Zamboni (animation timing)                     | Barry Vigon et Tom Walla                                    | Wendell Washer et Ryan Anthony                                             | 12 septembre 1996  |
| 7  | L'invasion des microbes The Germinator                    | Toby Shelton; Bob Zamboni, Woody Yocum, et Terence Harrison (animation timing)                                     | Dean Stefan                                                 | Lonnie Lloyd et Wendell Washer                                             | 17 septembre 1996  |
| 8  | Vous êtes en retard Donald The Late Donald Duck           | Kurt Anderson; Terence Harrison et Kirk Tingblad (animation timing)                                                | Richard Stanley                                             | Mark Kennedy et Victor Cook                                                | 18 septembre 1996  |
| 9  | Un Goût amer Tasty Paste                                  | Kurt Anderson; Marsh Lamore, Rick Leon, John Kimball, et Kevin Petrilak (animation timing)                         | Steve Roberts                                               | Ryan Anthony, Craig Kemplin, Debra Pugh, Lenard Robinson, et Kirk Tingblad | 19 septembre 1996  |
| 10 | Vidéo Mania Phoniest Home Videos                          | Kurt Anderson; Carole Beers, Bob Zamboni, et Kevin Petrilak (animation timing)                                     | John Behnke, Rob Humphrey, Jim Peterson, et Richard Stanley | Warwick Gilbert                                                            | 24 septembre 1996  |
| 11 | L'Habit ne fait pas le héros Return of the T-Squad        | Kurt Anderson; John Kimball, Woody Yocum, Marsh Lamore, et Bob Zamboni (animation timing)                          | Bill Motz et Bob Roth                                       | Marty Warner, Craig Kemplin, et Victor Cook                                | 25 septembre 1996  |
| 12 | Une Pêche miraculeuse Koi Story                           | Kurt Anderson; Terence Harrison et Kirk Tingblad (animation timing)                                                | Alicia Schudt                                               | David Prince et Wendell Washer                                             | 26 septembre 1996  |
| 13 | Un Vilain mensonge Ready, Aim... Duck!                    | Kurt Anderson; Terence Harrison, Kirk Tingblad, et Kevin Petrilak (animation timing)                               | Cathryn Perdue                                              | David Prince, Wendell Washer, et Craig Kemplin                             | 1er octobre 1996   |
| 14 | Pour une poignée de molécules Pardon My Molecules         | Toby Shelton; Terence Harrison, Mircea Mantta, et Woody Yocum (animation timing)                                   | Dean Stefan                                                 | Jill Colbert et Sharon Forward                                             | 2 octobre 1996     |
| 15 | Méfiez-vous des voisins Unusual Suspects                  | Toby Shelton; Bob Zamboni, John Kimball, et Woody Yocum (animation timing)                                         | Bill Motz et Bob Roth                                       | Marty Warner, Holly Forsyth, Lonnie Lloyd, et Laurence Knighton            | 3 octobre 1996     |
| 16 | Déclaration d'indépendance Ducklaration of Independence   | Toby Shelton; Terence Harrison et Kirk Tingblad (animation timing)                                                 | Robert Schechter                                            | Holly Forsyth, Enrique May, et Judie Martin                                | 8 octobre 1996     |
| 17 | Une Formule magique Can't Take a Yolk                     | Toby Shelton; Terence Harrison, Kirk Tingblad, et John Kimball (animation timing)                                  | Thomas Hart                                                 | Victor Cook, David Prince, Chris Rutkowski, et Wendell Washer              | 9 octobre 1996     |
| 18 | Riri conquérant du monde Heavy Dental                     | Kurt Anderson; Bob Zamboni, Carole Beers, Marsh Lamore, et Rick Leon (animation timing)                            | Douglas Langdale                                            | Jill Colbert et Holly Forsyth                                              | 10 octobre 1996    |
| 19 | Une Invention qui secoue Duck Quake                       | Toby Shelton; Bob Zamboni et Woody Yocum (animation timing)                                                        | Kevin Campbell                                              | Jill Colbert, Lonnie Lloyd, et Marty Warner                                | 15 octobre 1996    |
| 20 | La Fièvre de l'or Long Arm of the Claw                    | Kurt Anderson; Bob Zamboni, Woody Yocum, Terence Harrison, et Mircea Mantta (animation timing)                     | Bill Motz et Bob Roth                                       | David Prince, Wendell Washer, et Michael Bennett                           | 16 octobre 1996    |
| 21 | L'Âme de héros Shrunken Heroes                            | Kurt Anderson; Terence Harrison et Kirk Tingblad (animation timing)                                                | Marion Wells                                                | Shawna Cha et Holly Forsyth                                                | 17 octobre 1996    |
| 22 | Vert de jalousie Snow Place to Hide                       | Kurt Anderson; Carole Beers, Kirk Tingblad, Bob Zamboni, Terry Harrison, et Kevin Petrilak (animation timing)      | Dean Stefan                                                 | Holly Forsyth, Llyn Hunter, et Enrique May                                 | 22 octobre 1996    |
| 23 | Riri détective Huey Duck, P.I.                            | Kurt Anderson; Terence Harrison, Kirk Tingblad, et Kevin Petrilak (animation timing)                               | Jymn Magon et Steve Roberts                                 | Wendell Washer, David Prince, et Kirk Tingblad                             | 23 octobre 1996    |
| 24 | Une Échange extraterrestre Take My Duck, Please           | Kurt Anderson; Bob Zamboni, Carole Beers, Woody Yocum, John Kimball, Marsh Lamore, et Rick Leon (animation timing) | Marion Wells et Dean Stefan                                 | Marty Warner, Craig Kemplin, et Michael Bennett                            | 24 octobre 1996    |
| 25 | Opération survie Ducks by Nature                          | Kurt Anderson; Carole Beers, Mircea Mantta, Bob Zamboni, et Kevin Petrilak (animation timing)                      | John Behnke, Rob Humphrey, et Jim Peterson                  | Holly Forsyth, Denise Koyama, et Joe Horne                                 | 29 octobre 1996    |
| 26 | Recette pour l'aventure Recipe for Adventure              | Toby Shelton; Dale Case et Marsh Lamore (animation timing)                                                         | Neil Kramer et Ned Teitelbaum                               | Phil Weinstein et Sharon Forward                                           | 30 octobre 1996    |
| 27 | La Maison fantôme The Boy Who Cried Ghost                 | Kurt Anderson | Steve Cuden                                                 | David Prince et Wendell Washer                                             | 31 octobre 1996    |
| 28 | Ovni soit qui mal y pense I.O.U. a U.F.O.                 | Toby Shelton; Carole Beers, Bob Zamboni, et Terence Harrison (animation timing)                                    | Cathryn Perdue                                              | David Prince et Wendell Washer                                             | 5 novembre 1996    |
| 29 | Opération Berlingot Gator Aid                             | Kurt Anderson; Terence Harrison, Kirk Tingblad, et Bob Zamboni (animation timing)                                  | Steve Roberts                                               | Carin-Anne Anderson, Kuni Bowen, Craig Kemplin, et Enrique May             | 6 novembre 1996    |
| 30 | Personne ne l'aime chaud None Like It Hot                 | Toby Shelton; Dale Case, Daniel de la Vega, Marsh Lamore, Kevin Petrilak, et Mitch Rochon (animation timing)       | Dean Stefan                                                 | Jill Colbert et Victor Cook                                                | 7 novembre 1996    |
| 31 | Trompeuses apparences Ducky Dearest                       | Kurt Anderson; Carole Beers, Bob Zamboni, et Kirk Tingblad (animation timing)                                      | Laraine Arkow                                               | David Prince, Wendell Washer, et Victor Cook                               | 12 novembre 1996   |
| 32 | Transmission : impossible Transmission: Impossible        | Toby Shelton | Jymn Magon                                                  | Warwick Gilbert et Don MacKinnon                                           | 13 novembre 1996   |
| 33 | Vol au-dessus d'un nid de canards Nosy Neighbors          | Kurt Anderson; Terence Harrison, Kirk Tingblad, et John Kimball (animation timing)                                 | Robert Schechter                                            | Holly Forsyth et Marty Warner                                              | 14 novembre 1996   |
| 34 | Piqué au vif Hit the Road, Backwater Jack                 | Kurt Anderson; Terence Harrison, Kirk Tingblad, et Woody Yocum (animation timing)                                  | Robert Schechter                                            | Mark Kennedy et Warwick Gilbert                                            | 19 novembre 1996   |
| 35 | Un chat hoquet Cat & Louse                                | Toby Shelton; John Kimball, Rick Leon, Mitch Rochon, Kevin Petrilak, et Woody Yocum (animation timing)             | Marion Wells                                                | Ryan Anthony et Debra Pugh                                                 | 20 novembre 1996   |
| 36 | Un héros peut en cacher un autre Hero Today, Don Tomorrow | Toby Shelton; Terence Harrison et Kirk Tingblad (animation timing)                                                 | Marion Wells, John Behnke, Rob Humphrey, et Jim Peterson    | Jill Colbert et Holly Forsyth                                              | 21 novembre 1996   |
| 37 | Capitaine Donald Captain Donald                           | Kurt Anderson; John Kimball et Mircea Mantta (animation timing)                                                    | Cathryn Perdue                                              | Jill Colbert, Holly Forsyth, et Michael Bennett                            | 26 novembre 1996   |
| 38 | Erreurs en cascade Stunt Double or Nothing                | Kurt Anderson; Carole Beers, Bob Zamboni, Marsh Lamore, Karen Peterson, et Kevin Petrilak (animation timing)       | Marion Wells                                                | Carin-Anne Anderson, Kuni Bowen, et Bradley Raymond                        | 27 novembre 1996   |
| 39 | Étranges Chinoiseries Feats of Clay                       | Kurt Anderson; Terence Harrison, Kirk Tingblad, et Woody Yocum (animation timing)                                  | Don Gillies                                                 | Craig Kemplin et Marty Warner                                              | 28 novembre 1996   |

## Autour de la série
Les comédiens français ayant fait le doublage des neveux de Donald, reprennent leurs rôles dans La Bande à Picsou (série télévisée d'animation, 2017), à la différence que Charles Pestel a été remplacé par Emmanuel Garijo dans le rôle de Riri et que Donald Reignoux bien qu'ayant gardé le rôle de Loulou, a une voix différente à celle qu'il avait dans Couacs en vrac en raison du fait qu'elle a mué entre les deux séries. Alexis Tomassian est le seul qui n'a eu aucun changement dans sa voix pour le rôle de Fifi dans les deux séries.